# Stagnosol
Stagnosol (ou estagnossolo; do latim: stagnare, inundar) é um dos 32 grupos básicos de solos reconhecidos pelo sistema de classificação de solos constante da Base de Referência Mundial para Recursos de Solos (WRB) da Organização das Nações Unidas para a Alimentação e a Agricultura (FAO), agrupando solos solos afectados por encharcamento sazonal que apresentam fortes manchas no seu perfil devido a processos redox causados pela estagnação da água à superfície. Os stagnosols são solos periodicamente húmidos que apresentam coloração marmoreada no solo superficial e subsolo, com ou sem formação de concreções ou branqueamento. A camada superficial do solo também pode ser completamente branqueada, formando um horizonte álbico. Um nome comum em muitos sistemas de classificação nacionais para a maioria dos stagnosols é pseudogley. Na taxonomia dos solos do USDA, muitos deles pertencem aos Aqualfs, Aquults, Aquents, Aquepts e Aquolls.

## Descrição
Stagnosol (ST) é uma tipologia reconhecida na ciência do solo e designa um dos 32 grupos de solos de referência da Base Mundial de Referência para os Recursos do Solo (WRB). Este grupo inclui os solos afectados por encharcamento sazonal. O encharcamento é causado por uma falta temporária de poros grosseiros no subsolo. Isto pode ser causado por um maior teor de argilas, mas não há um aumento abrupto do teor de argila como nos Planosol (planossolos).
Os estagnossolos apresentam propriedades de estagnação de água, ou seja, a acumulação de óxidos de ferro intensamente coloridos e, normalmente, também de óxidos de manganês negros no interior da estrutura dos agregados. As superfícies dos agregados são empobrecidas em ferro e manganês e, portanto, branqueadas. As cores branqueadas podem predominar na camada superficial do solo se o ferro e o manganês tiverem sido transportados lateralmente em forma reduzida em solos inclinados.
As pequenas acumulações de óxidos no interior do agregado são designadas por concreções. As manchas maiores e as zonas de branqueamento que se alternam com elas são designadas por marmoreio. As propriedades estagnadas são causadas por condições redutoras despoletadas pela estagnação da água. A estagnação da água predomina após a fusão da neve na primavera e desaparece geralmente durante o verão, à medida que a evapotranspiração aumenta. No perfil de um estagnossolo, a proporção de áreas com cores de oxidação e redução nos 60 cm superiores do solo mineral é de, pelo menos, um terço numa média ponderada. As cores originais que não foram alteradas por processos redox permanecem, portanto, abaixo dos dois terços.
Os Stanosol desenvolvem-se numa grande variedade de materiais não consolidados como tilitos glaciares, depósitos de limo resultantes de processos de sedimentação eólicos, aluviais e coluviais e de siltitos formados por meteorização física. Os estagnossolos ocorrem em terrenos planos a suavemente inclinados em regiões frias de clima temperado a subtropical com condições húmidas a perhúmidas.
Os solos alagados com um aumento abrupto do teor de argila pertencem aos Planossolos na WRB. Na maioria dos sistemas de classificação, os estagnossolos são predominantemente classificados como pseudogley, mas também como stagnogley se a camada superficial do solo estiver fortemente branqueada. Os estagnossolos com uma predominância de silte ou areia fina e praticamente o mesmo tipo de solo ao longo do perfil pertencem aos pseudogleys.

### Distribuição e usos
Os estagnossolos são comuns em todos os climas húmidos que alternam entre estações mais húmidas e um pouco mais secas. São mais comuns nas latitudes médias húmidas e na zona boreal. Normalmente não cobrem grandes áreas. Encontram-se em planaltos e encostas e são pouco comuns nas terras baixas.
A nível global, os estagnossolos cobrem 150-200 milhões de hectares, situando-se, na sua maior parte, em regiões temperadas húmidas a perhúmidas da Europa Ocidental e Europa Central, América do Norte, sudeste da Austrália e Argentina. Os Stagnosols estão geralmente associados aos Luvisols, bem como aos Cambisols e Umbrisols sílticos e argilosos. Também ocorrem em regiões subtropicais húmidas a perhúmidas, onde estão associados a Acrisols e Planosols.
A aptidão agrícola dos estagnossolos é limitada devido à sua deficiência de oxigénio resultante da estagnação da água acima de um subsolo denso. Por conseguinte, têm de ser drenados. No entanto, ao contrário dos Gleysols, a drenagem com canais ou tubagens é, em muitos casos, insuficiente. É necessário ter uma maior porosidade no subsolo, a fim de melhorar a condutividade hidráulica. Isto pode ser conseguido através de um afrouxamento profundo ou de uma lavoura profunda. Os estagnossolos drenados podem ser solos férteis devido ao seu grau moderado de lixiviação.
As plantas em estagnossolos sofrem frequentemente de falta de ferro e manganês, que estão fixados como óxidos não disponíveis para as plantas no interior dos agregados. O fósforo está também ligado aos óxidos no interior dos agregados, sendo por isso também um elemento deficiente. A água estagnada é prejudicial às plantas arvenses (com exceção do arroz). Por conseguinte, nestes solos predominam as pastagens e as florestas, sendo a escolha das espécies arbóreas limitada pelo encharcamento. A drenagem é difícil quando existam teores de argila elevados.